# 螢 (村上春樹)
『螢』（ほたる）は、村上春樹の短編小説。

## 概要
| 初出     | 『中央公論』1983年1月号                               |
| 収録書籍 | 『螢・納屋を焼く・その他の短編』（新潮社、1984年7月） |

本作は長編小説『ノルウェイの森』の第二章および第三章の下敷きとなった。

### 英訳
| タイトル | Firefly                                                     |
| 翻訳     | フィリップ・ガブリエル                                      |
| 初出     | 『Blind Willow, Sleeping Woman』（クノップフ社、2006年7月） |

## あらすじ
1967年の春から翌年の秋にかけて、「僕」は文京区にある学生寮の二人部屋に住んでいた。病的なまでに清潔好きな同居人のおかげで、部屋の床はちりひとつなく、灰皿はいつも洗ってあった。
5月の日曜日の午後、「僕」は中央線の電車の中で高校時代の友人の恋人と偶然出会う。彼女は東京の郊外にある女子大に入学していた。
友人の死後、「僕」の中にぼんやりした空気のようなものが残り、それは時が経つにつれ形をとりはじめた。死は生の対極としてではなく、その一部として存在している。僕はこの言葉をひとつの空気として身のうちに感じた。
年が明けて6月に彼女は二十歳になった。誕生日の日の夜、「僕」は彼女と寝る。彼女に長い手紙を書くと、7月の始めに返事が届いた。「大学をとりあえず一年間休学し、京都の山の中にある療養所に落ちつくことにします」とそこには書かれてあった。
7月の終り、インスタント・コーヒーの瓶に入れた螢を「僕」は同居人から受け取る。「僕」は夕暮、その瓶を持って寮の屋上に上がった。右手には新宿の街が、左手には池袋の街が見えた。瓶の底で、螢は微かに光っていた。